# Penta-Acquatella
Penta-Acquatella é uma comuna francesa na região administrativa da Córsega, no departamento de Alta Córsega. Estende-se por uma área de 3,1 km². 